# Liverpool Land
Liverpool Land ist eine grönländische Halbinsel und Region im Distrikt Ittoqqortoormiit in der Kommuneqarfik Sermersooq. Ihr einziger heute noch bewohnter Ort ist die Stadt Ittoqqortoormiit an der Südküste.

## Geographie
Liverpool Land liegt zwischen 70° 24′ und 71° 30′ nördlicher Breite und damit nördlich des Polarkreises. Seine Verbindung zum grönländischen Festland ist das 35 km lange Tal Klitdal, das zwischen den Fjorden Kangersaajiva (Hurry Inlet) im Süden und Kangerterajitta Itterterilaa (Carlsbergfjord) im Norden verläuft. Westlich davon liegt Jameson Land. Liverpool Land ist zwischen Kap Greville im Norden und Uunarteq (Kap Tobin) im Süden 122 km lang. Die Ostküste ist durch mehrere sich tief ins Land einschneidende Fjorde stark zerklüftet, von denen der 23 Kilometer lange Kangertivit Anginersaat (Storefjord) der größte ist. In der Grönlandsee sind Liverpool Land zahlreiche kleine Inseln vorgelagert: Appalik (Raffles Ø), Immikkeertigajik (Rathbone Ø), Immikkeertigajik Uunartertalik (Janus Ø), Immikkeertikajik Kiattikajik (Trekanten), Uunartoq Qeqertaq (Warming Island), zwei Inseln namens Immikkeertikajiit Martik (Murray Ø und Reynolds Ø) und andere. Die höchsten Berge, Tvillingerne (1430 m) und Korsbjerg (1400 m), liegen im Gebirge Roscoe Bjerge im Süden der Halbinsel. Die höheren Lagen von Liverpool Land sind teilweise vergletschert. Zentral gelegen ist die Eiskappe Istorvet.

## Klima
Das Klima in Liverpool Land ist arktisch und kontinental. Im Sommer gibt es lange stabile Wetterperioden mit hoher Sonnenscheindauer und wenig Niederschlag, wobei die Temperaturen von Mitte Juni bis August zwischen 0 und 6 °C liegen. Die Fjorde sind im Winter für 6 bis 8 Monate von Eis bedeckt. Im Kangerterajitta Itterterilaa (Carlsbergfjord) bricht es selbst in manchen Sommern nicht auf.[Beleg?]
|                        | Jan   | Feb   | Mär   | Apr   | Mai  | Jun  | Jul  | Aug | Sep  | Okt  | Nov   | Dez   |   |       |
| Mittl. Temperatur (°C) | −16,1 | −17,1 | −16,5 | −11,2 | −3,5 | 1,1  | 3,3  | 3,5 | −0,4 | −6,4 | −12,2 | −14,7 | ⌀ | −7,5  |
| Mittl. Tagesmax. (°C)  | −12,6 | −13,3 | −12,5 | −7,3  | −0,5 | 3,1  | 5,8  | 6,0 | 1,7  | −4,1 | −9,4  | −11,1 | ⌀ | −4,5  |
| Mittl. Tagesmin. (°C)  | −21,8 | −23,4 | −22,6 | −17,2 | −7,7 | −2,0 | −0,4 | 0,1 | −3,1 | −9,2 | −16,0 | −19,3 | ⌀ | −11,8 |
|                        |       |       |       |       |      |      |      |     |      |      |       |       |   |       |
| Niederschlag (mm)      | 16    | 29    | 26    | 15    | 13   | 16   | 22   | 38  | 29   | 20   | 19    | 16    | Σ | 259   |
|                        |       |       |       |       |      |      |      |     |      |      |       |       |   |       |
| Sonnenstunden (h/d)    | 0,0   | 1,1   | 3,5   | 6,8   | 8,1  | 9,7  | 9,0  | 7,4 | 4,7  | 2,3  | 0,3   | 0,0   | ⌀ | 4,4   |

| −21,8 |

| −23,4 |

| −22,6 |

| −17,2 |

| −7,7 |

| −2,0 |

| −0,4 |

| 0,1 |

| −3,1 |

| −9,2 |

| −16,0 |

| −19,3 |

| −21,8 |

| −23,4 |

| −22,6 |

| −17,2 |

| −7,7 |

| −2,0 |

| −0,4 |

| 0,1 |

| −3,1 |

| −9,2 |

| −16,0 |

| −19,3 |

## Fauna
Liverpool Land ist ein bedeutendes Brutgebiet des Krabbentauchers. Die Anzahl der Brutpaare an der steilen Küste und auf allen vorgelagerten Inseln wird auf 1 bis 5 Millionen geschätzt. Weitere Alkenvögel wie die Dickschnabellumme, die Gryllteiste und der Papageitaucher sind ebenfalls präsent. BirdLife International weist das Gebiet deshalb als Important Bird Area „Liverpool Land coast and mouth of Scoresby Sund“ (GL043) aus.

## Geschichte

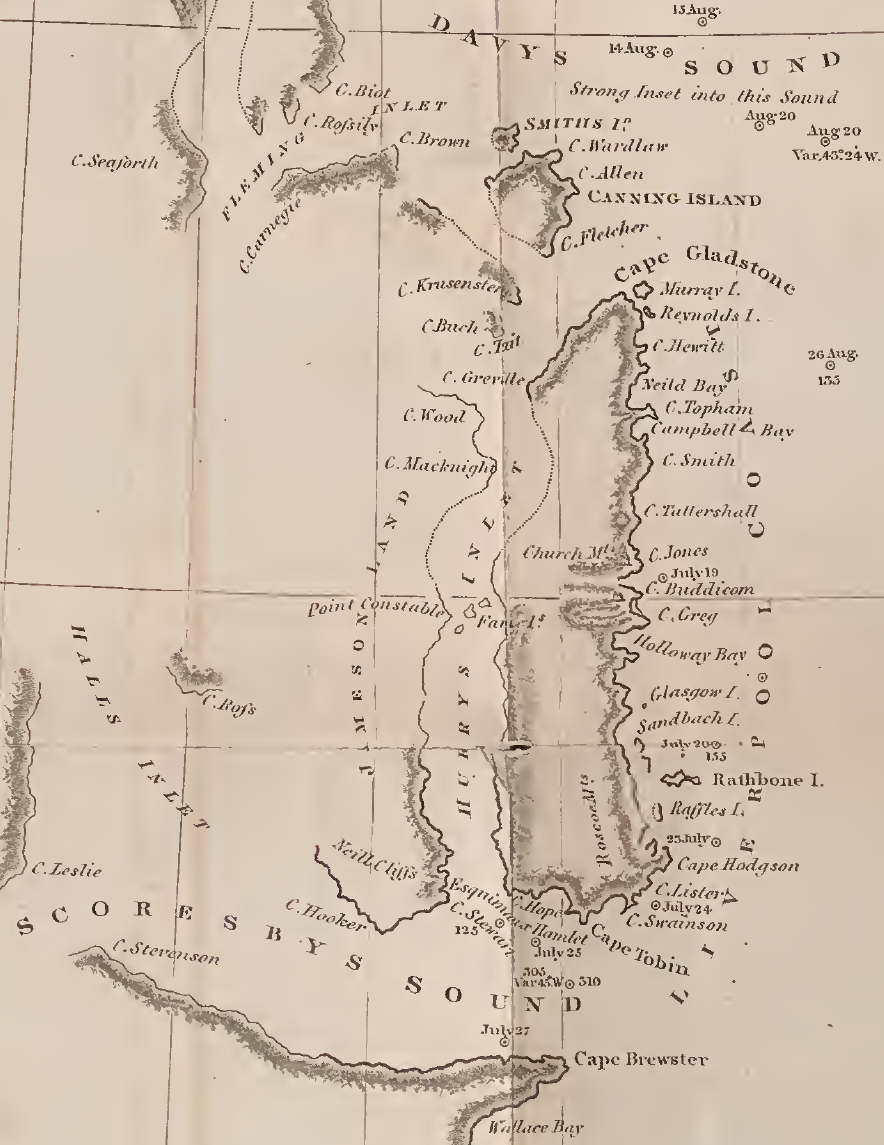
Liverpool Land auf Scoresbys Karte von 1823

1822 erreichte der Walfänger William Scoresby an Bord der Baffin den Osten Grönlands und kartierte die Küste zwischen dem 69. und 75. nördlichen Breitengrad. Besonders genau erforschte er Liverpool Land, das er am 24. Juli bei Kap Lister auch betrat. Hier fand er Reste von Wohnstätten und Artefakte, die später der Thule-Kultur zugeordnet wurden. „Liverpool Land“ ist nur einer von etwa 80 geographischen Namen in der Region, die von Scoresby vergeben wurden. Am Ende des 19. Jahrhunderts begann Dänemark, das seit 1721 die Westküste Grönlands kolonisiert hatte, Expeditionen an die wegen des ständig Eis führenden Ostgrönlandstroms schwer zugängliche Ostküste zu entsenden. Liverpool Land war dabei im Fokus der Expeditionen von Carl Ryder 1891/92 und Georg Carl Amdrup 1898–1900. 1925 gründete Ejnar Mikkelsen mit 90 Inuit aus Ammassalik, heute Tasiilaq, und aus Westgrönland im Süden der Halbinsel die Siedlung Scoresbysund (heute Ittoqqortoormiit) sowie zwei kleinere Wohnplätze, die er nach den nahen Landspitzen Kap Tobin (Uunarteq) und Kap Hope (Itterajivit) nannte. Heute ist in Liverpool Land nur noch Ittoqqortoormiit bewohnt, die Einwohnerzahl hat aber auch hier seit 2006 um ein Drittel abgenommen.